# Veglio
Veglio est une commune italienne de la province de Biella, dans la région Piémont.

## Administration
| Période                                  | Période | Identité | Étiquette | Qualité |
| ---------------------------------------- | ------- | -------- | --------- | ------- |
|                                          |         |          |           |         |
| Les données manquantes sont à compléter. |         |          |           |         |

### Hameaux
Borgo, Romanina, Prina, Mello, Bielmonte, Picco, Cavaglioni, Dazza, Sella, Audenino, Valle, Sautrana, Botto, Caveggia, Steglia, Seletto, Le Piane, Zerbola et Montuccia 

### Communes limitrophes
Bioglio, Camandona, Mosso, Pettinengo, Piatto, Quittengo, Sagliano Micca, Tavigliano, Valle Mosso